# XI wiek
X wiek <> XII wiek
Lata 1000. • Lata 1010. •  Lata 1020. • Lata 1030. • Lata 1040. • Lata 1050. • Lata 1060. • Lata 1070. • Lata 1080. • Lata 1090.
1001 1002 1003 1004 1005 1006 1007 1008 1009 1010 1011 1012 1013 1014 1015 1016 1017 1018 1019 1020 1021 1022 1023 1024 1025 1026 1027 1028 1029 1030 1031 1032 1033 1034 1035 1036 1037 1038 1039 1040 1041 1042 1043 1044 1045 1046 1047 1048 1049 1050 1051 1052 1053 1054 1055 1056 1057 1058 1059 1060 1061 1062 1063 1064 1065 1066 1067 1068 1069 1070 1071 1072 1073 1074 1075 1076 1077 1078 1079 1080 1081 1082 1083 1084 1085 1086 1087 1088 1089 1090 1091 1092 1093 1094 1095 1096 1097 1098 1099 1100

## Wydarzenia, które przeszły do historii
- 1001 – przyznanie korony królewskiej Stefanowi I Świętemu (1 stycznia)
- 1002 – zgon Ottona III (23/24 stycznia)
- 1003 – Leif Eriksson dotarł do kraju Vinland (na wschodnim wybrzeżu Ameryki)
- 1004 – król niemiecki Henryk II Święty koronował się w Pawii na króla Włoch (15 maja)
- 1005 – król Szkocji Kenneth III zginął w bitwie pod Monzievaird z rąk swego kuzyna i następcy, Malcolma II (25 marca)
- 1006 – najazd wikingów na Anglię zakończył się zapłaceniem okupu w wysokości 36 tys. funtów złota i srebra
- 1007 – w niemieckim Hallstadt powstało pierwsze bractwo strzeleckie
- 1008 – Olaf Skötkonung, pierwszy król szwedzki, przyjął chrzest
- 1009 – prześladowanie chrześcijan w Palestynie przez kalifa Al-Hakima, zniszczenie Bazyliki Grobu Świętego (18 października)
- 1009–1012 – pontyfikat Sergiusza IV
- 1010 – perski poeta Ferdousi ukończył pisanie Szahname, narodowego eposu Persów i Tadżyków (8 marca)
- 1011 – wojska niemieckie spustoszyły ziemie Dziadoszan i Ślężan
- 1012 – nowym papieżem został Benedykt VIII (18 maja)
- 1013 – król duński Swen Widłobrody po ucieczce nieudolnego Aethelreda II do Normandii zdobył Anglię i objął w niej rządy
- 1014 – bitwa w górach Belasica kończąca wieloletnie wojny bizantyjsko-bułgarskie (29 lipca). Wojska cara Samuela Komitopuli zostały doszczętnie rozbite przez armię dowodzoną przez cesarza bizantyjskiego Bazylego II
- 1015 – wprowadzono przymusowy celibat dla duchownych Kościoła Katolickiego
- 1016 – wojska anglosaskie dowodzone przez króla Edwarda II poniosły klęskę w bitwie z duńskimi najeźdźcami pod Ashingdon (18 października)
- 1017 – oblężenie Niemczy i Głogowa przez wojska Cesarstwa. Podczas odwrotu Niemcy nękani wojną podjazdową ponieśli bardzo duże straty (sierpień)
- 1018 – zwycięstwo wojsk fryzyjskich nad niemieckimi w bitwie pod Vlaardingen (29 lipca)
- 1019 – książę Brzetysław I zjednoczył Czechy i Morawy
- 1020 – Bolesław I Chrobry rozpoczął budowę pierwszej katedry wawelskiej
- 1021 – trzecia wyprawa Henryka II do Italii
- 1022 – Polska utraciła Brześć nad Bugiem i ziemie po południowej stronie rzeki
- 1023 – w Niemczech zmarła druga żona Mieszka I – Oda
- 1024 – Konrad II został wybrany na króla Niemiec (4 września)
- 1025 – Konstantyn VIII został cesarzem bizantyjskim (15 grudnia)
- 1026 – wyprawa Konrada II do Włoch
- 1027 – papież Jan XIX koronował króla Niemiec Konrada II na cesarza rzymskiego (26 marca)
- 1028 – Henryk III został koronowany na króla Niemiec (14 kwietnia)
- 1029 – książę czeski Oldrzych odebrał Polakom Morawy
- 1030 – założenie pierwszej posiadłości normańskiej we Włoszech (Aversa w Kampanii)
- 1031 – rozpadł się Kalifat Kordoby
- 1032 – Lyon został przyłączony do Świętego Cesarstwa Rzymskiego
- 1033 – zwycięstwo Wieletów nad Sasami pod Wierzbnem
- 1034 – Konrad II odziedziczył Królestwo Burgundii w dorzeczu rzek: Saona i Rodan
- 1035:
  - podział królestwa Nawarry pomiędzy synów Sancho III Wielkiego – Garcia otrzymał Nawarrę, Ferdynand I Wielki Kastylię, Ramiro Aragonię
  - 12 listopada zmarł Knut Wielki
- 1036 – decydujące zwycięstwo Jarosława Mądrego nad Pieczyngami
- 1037 – cesarz Konrad II w trakcie powstania drobnych wasali włoskich wydał ustawę Constitutio de feudis, która przyznawała im nienaruszalność lenn i prawo do ich dziedziczenia (28 maja)
- 1038 – bunt ludności romańskiej przeciw bizantyńskim poborcom podatkowym (buntowników wspierały oddziały wojowniczych Albańczyków)
- 1039 – Król Szkocji Duncan I najechał na Nortumbrię
- 1040 – Turcy Seldżucccy pokonali armię Ghaznawidów w bitwie pod Dandankanem (23 maja)
- 1041:
  - drukowanie za pomocą ruchomych czcionek (czcionki gliniane wypalone, Chiny)
  - książę Brzetysław I uznał zależność wasalną od cesarza (hołd lenny w Ratyzbonie)
- 1042 – cesarz bizantyński Michał V Kalafates wygnał swoją przybraną matkę Zoe, co doprowadziło do rewolty społecznej i jego obalenia (19 kwietnia)
- 1043 – Edward Wyznawca został koronowany na króla Anglii (3 kwietnia)
- 1044 – pierwsza metoda wytwarzania prochu (Chiny, Pełne kompendium klasyki wojskowej)
- 1045 – Benedykt IX, po wypędzeniu Sylwestra III, objął po raz drugi tron papieski (10 marca)
- 1046 – cesarz Henryk III zdetronizował papieża Grzegorza VI, którego później uwięził w Niemczech (20 grudnia)
- 1047 – cesarz Henryk III i papież Klemens II przeprowadzili wspólnie synod w Rzymie, który obostrzył kary dla duchownych za symonię (5 stycznia)
- 1048 – w Jerozolimie powstał zakon joannitów w celu opieki nad pielgrzymami i chorymi
- 1049 – Leon IX został wybrany na papieża (12 lutego)
- 1050 – Kazimierz I Odnowiciel odzyskał zbrojnie ziemie śląskie, utracone na rzecz Czechów i reorganizował na nich życie kościelne
- 1051 – założenie klasztoru Ławry Peczerskiej
- 1052 – Erhard z Ratyzbony został ogłoszony świętym przez papieża Leona IX (8 października)
- 1053 – zwycięstwo Normanów nad koalicją wojsk papieskich w bitwie pod Civitate (18 czerwca)
- 1054 – Wielka Schizma Wschodnia w Kościele, bizantyjski patriarcha Michał Cerulariusz ekskomunikowany przez legata papieskiego w Konstantynopolu (16 lipca)
- 1055 – Teodora wstąpiła na tron Bizancjum (11 stycznia)
- 1056 – zwycięstwo wojsk wieleckich nad niemieckimi w bitwie pod Przecławą (10 września)
- 1057 – w bitwie pod Lumphanan koło Aberdeen zginął Mac Bethad mac Findlaích, król Szkocji (15 sierpnia)
- 1058 – Dauferio (Dezyderiusz) z Benewentu został opatem klasztoru na Monte Cassino (19 kwietnia)
- 1059 – papież Mikołaj II uznał Normana Roberta Guiscarda księciem Apulii i Kalabrii oraz przyszłym księciem Sycylli
- 1060 – Filip I wstąpił na tron francuski (4 sierpnia)
- 1061 – Piotr Cadalus, kontrkandydat do tronu papieskiego, uznany przez swoich zwolenników za papieża jako antypapież Honoriusz II (21 października)
- 1062 – spustoszenie Śląska przez wojska czeskiego księcia Wratysława II, późniejszego króla Czech
- 1063 – papież Aleksander II wezwał do wyparcia muzułmanów z Hiszpanii
- 1064 – zakończono odbudowę i konsekrowano katedrę w Gnieźnie
- 1065 – najstarszy znany witraż (okno nawy głównej katedry Augsburskiej, Niemcy)
- 1066:
  - bitwa pod Hastings (14 października)
  - Wilhelm, książę Normandii ogłoszony królem Anglii (25 grudnia)
- 1067 – książę połocki i wielki książę kijowski Wsiesław Briaczysławicz uległ koalicji książąt ruskich w bitwie nad Niemigą (3 marca)
- 1068 – Turcy seldżuccy pod dowództwem Alp Arslana bin Chaghri opanowali Gruzję, rozpoczynając okres wielkiego poturczenia
- 1069 – po śmierci współpanującego z nim brata Magnusa II, Olaf III został samodzielnym królem Norwegii (28 kwietnia)
- około 1070 – założenie Szpitala św. Jana Chrzciciela w Jerozolimie
- 1071 – Turcy zdobywają Jerozolimę (miasto we władaniu egipskich Fatymidów)
- 1072 – Normanowie pod wodzą Roberta Guiscarda zdobyli będące pod panowaniem arabskim Palermo (10 stycznia)
- 1073 – wybuch Wezuwiusza (27 stycznia)
- 1074 – papież Grzegorz VII planuje dużą wyprawę zbrojną do Jerozolimy
- 1075 – Grzegorz VII wydał dekret o zniesieniu świeckiej inwestytury (prawa nadawania godności kościelnych)
- 1076:
  - synod biskupów niemieckich i arystokracji feudalnej w Wormacji zakwestionował (na żądanie cesarza) legalność wyboru papieża i wypowiedział posłuszeństwo Grzegorzowi VII (24 stycznia)
  - Turcy seldżuccy zdobywają Syrię i Palestynę
- 1077 – publiczna pokuta Henryka IV w Canossie (25 stycznia)
- 1078 – abdykował cesarz bizantyński Michał VII Dukas, jego następcą został Nicefor III Botaniates (31 marca)
- 1079 – bazując na obliczeniach Omara Chajjama (długość roku = 365,24219858156 dni), sułtan Malikszah I dokonał reformy kalendarza irańskiego, której odpowiednikiem w kręgu europejskim jest reforma z roku 1582 przeprowadzona przez Grzegorza XIII (15 marca)
- 1080 – biskupi niemieccy i włoscy na synodzie w Brixen (Tyrol) ogłosili Grzegorza VII za pozbawionego tiary, antypapieżem obwołano arcybiskupa Rawenny Klemensa III (25 czerwca)
- 1081 – w bitwie pod Dyrrachion flota normańska dowodzona przez Roberta Guiscarda pokonała flotę bizantyńską oraz sprzymierzeńców weneckich dowodzonych przez Aleksego I (18 października)
- 1082 – Czesi pokonali w bitwie pod Mailbergiem wojska austriackiego margrabiego Leopolda II (12 maja)
- 1083 – papież Grzegorz VII ogłosił świętym króla Węgier Stefana I (20 sierpnia)
- 1084 – Henryk IV opanował Rzym, przeprowadził intronizację Klemensa III, który koronował go na cesarza
- 1085 – król Alfons VI Mężny wyzwolił Toledo spod panowania Maurów (25 maja)
- 1086:
  - spis ludności Anglii przeprowadzony przez Wilhelma Zdobywcę – pierwsze w Europie zestawienie stanu gospodarczego państwa
  - cesarz Henryk IV nadał czeskiemu księciu Wratysławowi II godność królewską
- 1087 – po usunięciu z Rzymu przez Normanów antypapieża Klemensa III intronizowano papieża Wiktora III (9 maja)
- 1088 – powstał Uniwersytet Boloński
- 1089 – 30 marca zmarł otruty Mieszko (syn Bolesława Szczodrego). Wraz z nim odeszła pierworodna, królewska linia Piastów
- 1090 – pierwsze potwierdzone użycie busoli przez żeglarzy chińskich
- 1091 – narzucenie Chorwacji unii personalnej z Węgrami
- 1092 – poświęcono katedrę w Lincoln (9 maja)
- 1093 – została poświęcona katedra w Winchester (8 kwietnia)
- 1094 – hiszpański rycerz Cyd Waleczny wyzwolił Walencję spod panowania Almorawidów (15 czerwca)
- 1095 – wezwanie papieża Urbana II do krucjaty na synodzie w Clermont (listopad)
- 1096 marzec – wymarsz krucjaty ludowej (poprzedzającej I wyprawę krzyżową)
- wrzesień–październik 1096 – oblężenie Kserigordon w trakcie I wyprawy ludowej
- 21 października 1096 – oddziały Piotra Eremity pobite przez Turków w bitwie pod Civetot
- 1097 – krzyżowcy rozbili Turków pod Doryleum, zdobyli Edessę w Mezopotamii i utworzyli hrabstwo Edessy
- 1098 – krzyżowcy opanowali Antiochię, utworzyli księstwo Antiochii (książę Boemund z Tarentu)
- 15 lipca 1099 – Jerozolima, po długim oblężeniu, zdobyta przez I wyprawę krzyżową
- 5 sierpnia 1099 – odnalezienie relikwii Prawdziwego Krzyża
- 1099 – utworzenie Królestwa Jerozolimskiego (pierwszy władca – Gotfryd z Bouillon)
- 1100 – Baldwin I obrany królem Jerozolimy

## Władcy Polski w XI wieku
- 992–1025 – Bolesław I Chrobry (król 1025)
- 1025–1031 – Mieszko II Lambert (król 1025–1031)
- 1031 – Bezprym
- 1032–1034 – Mieszko II Lambert (książę)
- 1034–1058 – Kazimierz I Odnowiciel
- 1058–1079 – Bolesław II Szczodry (król 1076–1079)
- 1079–1102 – Władysław I Herman

## Ważne wydarzenia w historii Polski
- 1002–1018 – wojny Chrobrego z Niemcami.
- 1004 – Chrobry utracił Czechy.
- 1007 – Chrobry odzyskał Łużyce i Milsko.
- 1010 – Henryk II złupił Dolny Śląsk (wyprawa odwetowa).
- maj 1013 – pokój polsko-niemiecki (Łużyce i Milsko lennami Chrobrego).
- 30 stycznia 1018 – zawarto pokój w Budziszynie.
- 1019 – Chrobry odzyskał Grody Czerwieńskie.
- 1020 – Chrobry utracił Morawy.
- 1022 – zamieszki w Polsce (niezadowolenie z długoletnich wojen).
- 1025 – koronacja Bolesława Chrobrego na pierwszego króla Polski.
- 1028 – wyprawa Mieszka II na Saksonię.
- 1029 – Konrad II zaatakował Łużyce.
- lato 1031 – atak wojsk ruskich na Grody Czerwieńskie.
- 1032 – śmierć Bezpryma.
- 1033 – Mieszko II Lambert zrzeka się tytułu króla i przyjmuje zwierzchnictwo cesarza.
- 1034 – zmarł Mieszko II Lambert.
- 1038 – wybuchło powstanie ludowe (powstanie Miecława).
- 1039 – Brzetysław I zaatakował państwo Piastów (próba oderwania Śląska).
- 1041 – Henryk III Salicki zmusił Brzetysława I do zwrotu Piastom ziemi krakowskiej.
- 1046 – arbitraż Henryka III Salickiego załagodził spór pomiędzy: Kazimierzem I, Brzetysławem i Ziemiomysłem.
- 1079 – zmarł bp Stanisław ze Szczepanowa.